# Austronucula galatheae
Austronucula galatheae är en musselart som beskrevs av Dell 1956. Austronucula galatheae ingår i släktet Austronucula och familjen nötmusslor. Inga underarter finns listade i Catalogue of Life.